# 劳厄茨
劳厄茨（德語：Lauerz）是瑞士联邦施维茨州施维茨区的市镇。该市镇位于同名的劳厄茨湖畔，面积为9.2平方千米，海拔高度457米，2018年12月31日人口为1,100人。